# Frente de Liberación Gay
El Gay Liberation Front (GLF; en español Frente de Liberación Gay) fue una organización política formada en junio de 1969 en Nueva York por gays y lesbianas como reacción a los disturbios de Stonewall. El nombre fue elegido por su similitud con el Frente Nacional de Liberación de Vietnam.
Siendo la primera organización dispuesta a una confrontación abierta para luchar por la liberación de gais y lesbianas, la asociación marcó un nuevo giro en la lucha. Con la visibilización de los homosexuales, el GLF creó las bases para todos los intentos posteriores de liberalización, aunque sus objetivos iban más allá de la integración de una minoría, se oponía al capitalismo, racismo, patriarcado e imperialismo (específicamente a la Guerra de Vietnam).

## Desarrollo del GLF en Nueva York
Desde muy pronto existieron diferencias en la organización sobre si se debía apoyar a otras organizaciones de izquierda como por ejemplo los Black Panther Party. En 1970 Jim Owles y Marty Robinson fundaron fuera de la GLF una nueva organización, el Gay Activists Alliance (GAA), que se definía como «una organización homosexual militante (pero no violenta) a favor de los derechos civiles» y que, al contrario de la GLF, quería evitar «cualquier participación en acciones que no tengan relación directa con los homosexuales». El mismo año, la célula Gay Youth se separó de ellos por considerarlos edadistas.
Tras el abandono de los activistas moderados, la GLF se definió abiertamente como una organización revolucionaria. En una entrevista con los miembros de la GLF de Nueva York aparecida en el San Francisco Free Press, se responde a la pregunta de que es el GLF de la siguiente forma:

Somos un grupo revolucionario homosexual de hombres y mujeres que se han formado con el conocimiento de que la liberación sexual total para todas las personas no podrá llevarse a cabo hasta que hayan desaparecido las estructuras sociales existentes. Rechazamos el intento de la sociedad de imponernos roles y definiciones a nuestra naturaleza. Nos salimos de esos roles y mitos simplistas. Seremos quienes somos. A la vez, construimos nuevas formas y relaciones sociales, es decir, relaciones que se basan en hermandad, cooperación, amor humano y sexualidad libre. Babilonia nos ha obligado a comprometerse con una causa... la revolución.

Al año de su fundación, el GLF, aparte de la junta plenaria de los domingos por la tarde, que estaba formada por unas 70 a 80 personas, estaba formada por 19 células o grupos de acción, doce grupos para sensibilización, un encuentro para hombres el miércoles por la tarde, un encuentro para mujeres el domingo por la tarde, antes de la junta plenaria, tres viviendas comuna y el Radical Study Group (grupo de estudios radical). Además el GLF editaba la revista Come Out! y las viviendas comuna de la calle 17 editaban la revista Gay Flames.

## El GLF en otras ciudades
Siguiendo el ejemplo del grupo en Nueva York, se formaron otros grupos con el nombre Gay Liberation Front en varias ciudades, como en San Francisco y Londres. El grupo de Londres —fundado por Aubrey Walter y Bob Mellors— extendió posteriormente sus actividades a todo el país. En 1972 se fundó un Gay Liberation Front en Colonia, que en la actualidad es la asociación gay alemana más antigua que aún está activa.